# 隼源史
隼 源史（はやぶさ げんじ） は、日本の空手家で、愛知県豊田市篠原町の山中に住む通称「平成の仙人」。仙人道場「であいの森」を開設し自然とのふれあいや精神修行の場となっている。竜爪術、円明流ヌンチャク道の使い手。過去には女性の弟子に円明流ヌンチャク道天空拳を伝授した。

## 人物
1981年（昭和56年） 中曽根康弘内閣総理大臣より「プロスポーツ新人賞」を受賞している。 
多くの芸能人からも「ヌンチャクを教えて欲しい」と”弟子入り”を申し込まれたこともあり武術指導なども行った。「人生を語ろう会」を結成し代表に就任。「里の森学校」の経営。現在は高齢と病気の為に引退。 

## 略歴
- 昭和38年 - 結婚。後に子供2人を授かる
- 昭和54年 - 離婚
- 昭和55年 - 大塚剛氏率いる「プロ空手」に入団。すぐに「プロ空手家」としてデビュー。
- 昭和56年  - 大阪の梅田コマ劇場で行われた「島倉千代子ショー」で、島倉さんの相手役として一ヶ月間公演。
- 昭和58年 - 「プロ空手」が解散。以後、ヌンチャクアクションショーで全国を行脚しながら、修行をはじめる。
- 平成6年 - 現在の愛知県豊田市の里山に入山。本格的に仙人生活を追究しサバイバル術を活かし「円明流ヌンチャク道」を確立。

## 出演歴
- フライデー（講談社）＊（平成9年4月11日号記事）
- たけし・さんま世紀末特別番組!! 世界超偉人伝説（日本テレビ）
- 「投稿！特ホウ王国」（日本テレビ）
- 「BE-PAL」（小学館）（平成21年7月号記事）
- TV東京 週刊AKB（その他 多くに出演）

## 関連
- 大塚剛
- 岩下清伸